# ヴァシリー・アレクサンドロヴィチ (リャザン公)
ヴァシリー・アレクサンドロヴィチ（ロシア語: Василий Александрович、? - 1351年）は、14世紀半ばのルーシの公（クニャージ）である。プロンスク公、リャザン大公：? - 1349年。
プロンスク公アレクサンドルの子であるという説と、リャザン大公アレクサンドルの子であるという説がある。
子孫に関しては不明である。